# Râul Zeletin, Berheci
Râul Zeletin este un curs de apă, afluent al râului Berheci.